# Do You Know Where You're Going To
Do You Know Where You're Going To è un brano musicale scritto da Michael Masser, Gerry Goffin e Lee Holdridge  ed inciso originariamente nel 1973 da Thelma Houston. La versione più nota è tuttavia quella incisa nel 1975 da Diana Ross per la colonna sonora del film, diretto da Berry Gordy, Mahogany (con il titolo Theme from Mahogany (Do You Know Where You're Going To)), versione che si guadagnò una nomination al Premio Oscar come miglior canzone.
Vari interpreti hanno in seguito inciso una cover del brano.

## La versione originale di Thelma Houston
La versione originale di Do You Know Where You're Going To, interpretata da Thelma Houston, uscì su 45 giri pubblicato su etichetta Tamla-Motown e prodotto da Michael Masser.

### Tracce
1. Do You Know Where You're Going To – 2:44 (Michael Masser - Gerry Goffin - Lee Holdridge)
2. Together – 2:54 (Michael Masser - Pam Sawyer)

## La versione di Diana Ross
Il brano fu quindi inciso da Diana Ross per il film Mahogany, dove la Ross interpretava il personaggio principale.
La versione di Diana Ross uscì su 45 giri pubblicato su etichetta Tamla-Motown e prodotto da Michael Masser.
Il singolo raggiunse il primo posto delle classifiche.
Durante la cerimonia di premiazione dei Premi Oscar del 1976, la Ross eseguì il brano per le vie di Amsterdam e la sua performance fu trasmessa via telecast.

### Tracce
1. Theme from Mahogany (Do You Know Where You're Going To) – 3:19 (Michael Masser - Gerry Goffin - Lee Holdridge)
2. No One's Gonna Be a Fool Forever – 3:18

### Classifiche
| Classifica    | Posizione massima | Nr. di settimane |
| ------------- | ----------------- | ---------------- |
| Belgio        | 14                | 9                |
| Paesi Bassi   | 4                 | 7                |
| Nuova Zelanda | 19                | 10               |
| Regno Unito   | 5                 |                  |
| Stati Uniti   | 1                 |                  |

### Premi e riconoscimenti
- 1976: Nomination al premio Oscar come miglior canzone[5]

## Altre cover
Tra gli artisti che hanno inciso una cover del brano, figurano inoltre:
- Franck Pourcel (1976)
- Johnny Mathis (1976)
- Paul Mauriat (1976)
- Tracy (1976)
- Willy Garrett (1977)
- The Botticelli Orchestra (1978)
- The Sylvers (1979)
- The King's Singers (1981)
- Elaine Paige (1984)
- Anita Meyer (1987)
- Richard Clayderman (1987)
- The London Starlight Orchestra (1990)
- Amii Stewart (1994)
- Pinhead Gunpowder (1994)
- Patricia Paay (1995)
- Shirley Bassey (1995)
- The Rosenberg Trio (1996)
- Mariah Carey (1998)
- Alden David & Michael James (1999)
- Jennifer López (1999)
- Amalia Gré (nell'album eponimo del 2003)
- Lorraine Shannon con Jannie Moolman (2005)
- Tina Arena (2007)
- Me First and The Gimme Gimmes (2008)
- Andrei Lugovski (2009)
- Lara Fabian (2009)
- Charice (2013)

## Adattamenti in altre lingue
- Un testo lingua olandese adattato al brano ed intitolato Als je wist è stato scritto ed inciso nel 1976 da Cecile van Dijk[2]
- Un testo lingua olandese adattato al brano ed intitolato Geen idee è stato scritto da Frank Houtappels.[2] Questa versione è stata incisa nel 2011 da Marc-Marie Huijbregts[2]